# KkStB 464 sorozat
A kkStB 464 sorozat egy szertartályosgőzmozdony-sorozat a császári és Királyi Osztrák Államvasutaknál (k.k. Staatsbahnen, kkStB), amely mozdonyok eredetileg a Bukovinai HÉV-ektől (Bukowinaer Lokalbahnen) származtak.
Ezeket a háromcsatlós, belsőkeretes, külső vezérlésű szertartályos gőzmozdonyokat a Krauss/Linz gyártotta 1908-ban és 1913-ban a kkStB-nek.
A kkStB a 364 sorozatba osztotta be a  mozdonyokat.
Az első világháborút követően a Román Államvasutak (CFR) állományába kerültek, ahol 1936-ban selejtezték őket.

## Fordítás
- Ez a szócikk részben vagy egészben  a   kkStB 464 című német Wikipédia-szócikk fordításán alapul.  Az eredeti cikk szerkesztőit annak laptörténete sorolja fel. Ez a jelzés csupán a megfogalmazás eredetét és a szerzői jogokat jelzi, nem szolgál a cikkben szereplő információk forrásmegjelöléseként.